# Miajadas
Miajadas è un comune spagnolo di 10 104 abitanti situato nella comunità autonoma dell'Estremadura.